# Kandwa
Kandwa è una suddivisione amministrativa dell'India, classificata come census town, di 7.762 abitanti, situata nel distretto di Varanasi, nello stato federato dell'Uttar Pradesh. 